# Dusona flavopicta
Dusona flavopicta là một loài tò vò trong họ Ichneumonidae.